# مقاطعة فولتن

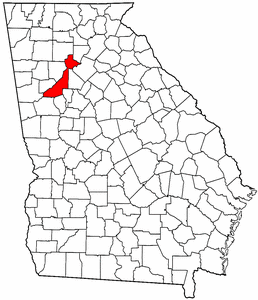
موقع مقاطعة فولتن، جورجيا، الولايات المتحدة

مقاطعة فولتن (بالإنجليزية: Fulton County)‏ هي مقاطعة واقعة في ولاية جورجيا الأمريكية. المدينة الحاضرة الإقليمة فيها هي أطلانطا، المدينة الرئيسية من منطقة أطلانطا الحضرية. حسب إحصاء السكان لعام 2000، عدد السكان فيها كان 816006 نسمة. الإحصاء التخميني للسكان لعام 2005 يظهر أن عدد السكان هو 915623 نسمة. مقاطعة فولتن المقاطعة هي الأكثر سكاناً في جورجيا. تشكلت المقاطعة في عام 1853، ومساحتها 1385 كم2 (535 ميل مربع).

## تاريخ
مقاطعة فولتن أنشأت من النصف الغربي لمقاطعة ديكالب في 1853. حدث هذا أثناء أربعينات القرن التاسع عشر، عندما كانت حاضرة الإقليم ديكاتور رفضت السماح ببناء محطة سكة حديد طرفية لأنها تعتقد بأنها ستشيع المخاوف. نقطة جديدة اختيرت في بضعة أميال غرباً، وكانت متحدة لاحقاً كنهاية. البلدة بدل اسمها مرتين؛ أولاً «مارثاسفيل»، وأخيراً «أطلانطا».
أثناء زحف وليام ت. شيرمان في البحر أثناء الحرب الأهلية الأمريكية، أنقذ شيرمان روزويل لأن كان عنده ابن عم يعيش هناك. إن الاسم يفترض في أغلب الأحيان أن يكون تكريماً للمخترع روبرت فولتن الذي (مع اختراعات أخرى) بنى المركب البخاري في 1807. هذه الفرضية محتملة لأن هذه الماكنة البخارية كانت السلف لقاطرات البخار الذين بنوا أطلانطا. على أية حال، بعض البحث يشير الآن بأنه لربما كان تكريماً لهاملتن فولتن، الذي كان مساحاً لسكة الحديد الغربية والأطلسية.
ابتداء من بداية 1932، أصبحا مقاطعة ميلتن إلى الشمال ومقاطعة كامبيل إلى المنطقة الجنوبية جزء من مقاطعة فولتن، لتوفير المال أثناء الكساد الأعظم. هذا أعطى المقاطعة شكلها الكبير الحالي على طول 70 ميل أو 113 كيلومتر من نهر تشاتاهوتشي. تركت مقاطعة كوب المجاورة مدينة روزويل إلى فولتن لجعلها متاخمة مع ميلتن، مع ضامن كل شيء شرق جدول ويليو، وإضافة إلى ذلك، أجزاء من مقاطعة جويننيت ومقاطعة تشيروكي.